# Tradycja elohistyczna
Tradycja elohistyczna – na gruncie hipotezy czterech źródeł przez tradycję elohistyczną rozumie się te passusy ksiąg Tory, które pochodzą z dokumentu elohistycznego (w skrócie E) - jednego z czterech tekstów, z których kompilacji miał powstać Pięcioksiąg. Nazwa dokumentu pochodzi od imienia boga, którym miał posługiwać się jego autor (Elohim).

## Charakterystyka[1][2]
Według założeń sformułowanej w połowie XIX wieku klasycznej hipotezy czterech źródeł Elohista (E) miał tworzyć w na terenie państwa północnego w IX wieku p.n.e. Według Juliusa Wellhausena dokumenty E i J zostały stosunkowo wcześnie połączone w jeden dokument jahwistyczno-elohistyczny, w którym E obecne było jedynie szczątkowo. Późniejsi uczeni zaliczali do E wszystkie te passusy Pięcioksięgu, których nie potrafili przyporządkować do innych źródeł. W ten sposób E stało się konglomeratem fragmentów, których nic ze sobą nie łączy, nawet używane w nich imię boga. Już w 1933 roku P. Volz i W. Rudolph podważyli więc istnienie źródła uznawanego w ramach hipotezy czterech źródeł za E. Chociaż ich teza początkowo nie spotkała się z akceptacją, obecnie wielu zwolenników hipotezy źródeł zgadza się, że dalsze mówienie o E jako samodzielnym, niezależnym i paralelnym do innych dokumencie nie ma sensu.